# Phó Viện trưởng Hành chính viện
Phó Viện trưởng Hành chính viện (tiếng Trung: 行政院副院長), thường được gọi là Phó Thủ tướng Đài Loan là chức vụ cao cấp thứ hai tại Hành chính viện, nhánh hành pháp của chính quyền Đài Loan, tức chính phủ Trung Hoa Dân Quốc. Phó Thủ tướng được Tổng thống bổ nhiệm, theo đề nghị của Thủ tướng. Danh hiệu Phó Thủ tướng đã bị thay đổi nhiều lần, vì vậy danh sách này được chia thành nhiều phần. Danh sách này bao gồm cả hai Phó Thủ tướng của Trung Hoa Dân Quốc trước năm 1949, khi chính phủ còn nắm quyền thống trị tại Trung Quốc đại lục, và các Phó Thủ tướng từ năm 1949, khi chính quyền được chuyển đến Đài Loan.

## Danh sách

### Trước Hiến pháp (1928–1948)
| STT | Hình ảnh | Tên (Sinh–Mất)                                   | Nhiệm kỳ             | Nhiệm kỳ             | Ngày | Đảng phái             | Tổng thống                |
| --- | -------- | ------------------------------------------------ | -------------------- | -------------------- | ---- | --------------------- | ------------------------- |
| 1   |          | Phùng Ngọc Tường 馮玉祥 Féng Yùxíang (1882–1948) | 28 tháng 10 năm 1928 | 11 tháng 10 năm 1930 | 713  | Quốc dân Đảng         | Tưởng Giới Thạch          |
| 1   |          |                                                  |                      |                      |      |                       |                           |
| 2   |          | Tống Tử Văn 宋子文 Sòng Ziwén (1891–1971)        | 11 tháng 10 năm 1930 | 16 tháng 12 năm 1931 | 447  | Quốc dân Đảng         | Tưởng Giới Thạch          |
| 2   |          |                                                  |                      |                      |      |                       |                           |
| 3   |          | Trần Minh Xu 陳銘樞 Chén Míngshū (1889–1965)     | 16 tháng 12 năm 1931 | 29 tháng 1 năm 1932  | 410  | Quốc dân Đảng         | Lâm Sâm                   |
| 3   |          |                                                  |                      |                      |      |                       |                           |
| (2) |          | Tống Tử Văn 宋子文 Sòng Ziwén (1891–1971)        | 29 tháng 1 năm 1932  | 4 tháng 11 năm 1933  | 645  | Quốc dân Đảng         | Lâm Sâm                   |
| (2) |          |                                                  |                      |                      |      |                       |                           |
| 4   |          | Khổng Tường Hi 孔祥熙 Kǒng Xiángxī (1881–1967)   | 4 tháng 11 năm 1933  | 1 thánh 1 năm 1938   | 1519 | Quốc dân Đảng         | Lâm Sâm                   |
| 4   |          |                                                  |                      |                      |      |                       |                           |
| 5   |          | Trương Quần 張群 Zhāng Qún (1889–1990)           | 1 tháng 1 năm 1938   | 11 tháng 12 năm 1939 | 709  | Quốc dân Đảng         | Lâm Sâm                   |
| 5   |          |                                                  |                      |                      |      |                       |                           |
| (4) |          | Khổng Tường Hi 孔祥熙 Kǒng Xiángxī (1881–1967)   | 11 tháng 12 năm 1939 | 4 tháng 6 năm 1945   | 2002 | Quốc dân Đảng         | Lâm Sâm, Tưởng Giới Thạch |
| (4) |          |                                                  |                      |                      |      |                       |                           |
| 6   |          | Ông Văn Hạo 翁文灝 Wēng Wénhào (1889–1971)       | 4 tháng 6 năm 1945   | 18 tháng 4 năm 1947  | 683  | Quốc dân Đảng         | Tưởng Giới Thạch          |
| 6   |          |                                                  |                      |                      |      |                       |                           |
| 7   |          | Vương Vân Ngũ 王雲五 Wáng Yúnwǔ (1888–1979)      | 18 tháng 4 năm 1947  | 24 tháng 5 năm 1948  | 402  | Chính trị gia độc lập | Tưởng Giới Thạch          |
| 7   |          |                                                  |                      |                      |      |                       |                           |

### Hậu Hiến pháp (1948–nay)
| STT  | Hình ảnh                   | Tên (Sinh–Mất)                                    | Nhiệm kỳ                 | Nhiệm kỳ                 | Ngày | Đảng phái                             | Tổng thống                                        |
| ---- | -------------------------- | ------------------------------------------------- | ------------------------ | ------------------------ | ---- | ------------------------------------- | ------------------------------------------------- |
| 8    |                            | Cố Mạnh Dư 顧孟餘 Gù Mèngyú (1888–1972)           | 24 tháng 5 năm 1948      | 22 tháng 6 năm 1948      | 29   | Quốc dân Đảng                         | Tưởng Giới Thạch                                  |
| 8    |                            |                                                   |                          |                          |      |                                       |                                                   |
| 9    |                            | Trương Lệ Sinh 張厲生 Zhāng Lìshēng (1901–1971)   | 22 tháng 6 năm 1948      | 23 tháng 12 năm 1948     | 184  | Quốc dân Đảng                         | Tưởng Giới Thạch                                  |
| 9    |                            |                                                   |                          |                          |      |                                       |                                                   |
| 10   |                            | Ngô Thiết Thành 吳鐵城 Wú Tiěchéng (1888–1953)    | 23 tháng 12 năm 1948     | 21 tháng 3 năm 1949      | 88   | Quốc dân Đảng                         | Tưởng Giới Thạch                                  |
| 10   |                            |                                                   |                          |                          |      |                                       |                                                   |
| 11   |                            | Giả Cảnh Đức 賈景德 Jiǎ Jǐngdé (1880–1960)        | 21 tháng 3 năm 1949      | 12 tháng 6 năm 1949      | 83   | Quốc dân Đảng                         | Tưởng Giới Thạch                                  |
| 11   |                            |                                                   |                          |                          |      |                                       |                                                   |
| 12   |                            | Chu Gia Hoa 朱家驊 Zhū Jiāhuá (1893–1963)         | 12 tháng 6 năm 1949      | 12 tháng 3 năm 1950      | 273  | Quốc dân Đảng                         | Tưởng Giới Thạch                                  |
| 12   |                            |                                                   |                          |                          |      |                                       |                                                   |
| (9)  |                            | Trương Lệ Sinh 張厲生 Zhāng Lìshēng (1901–1971)   | 12 tháng 3 năm 1950      | 1 tháng 6 năm 1954       | 1542 | Quốc dân Đảng                         | Tưởng Giới Thạch                                  |
| (9)  |                            |                                                   |                          |                          |      |                                       |                                                   |
| 13   |                            | Hoàng Thiểu Cốc 黃少谷 Huáng Shǎogǔ (1901–1996)   | 1 tháng 6 năm 1954       | 15 tháng 7 năm 1958      | 1505 | Quốc dân Đảng                         | Tưởng Giới Thạch                                  |
| 13   |                            |                                                   |                          |                          |      |                                       |                                                   |
| (7)  |                            | Vương Vân Ngũ 王雲五 Wáng Yúnwǔ (1888–1978)       | 15 tháng 7 năm 1958      | 16 tháng 12 năm 1963     | 1980 | Chính trị gia độc lập                 | Tưởng Giới Thạch                                  |
| (7)  |                            |                                                   |                          |                          |      |                                       |                                                   |
| 14   |                            | Dư Tỉnh Đường 余井塘 Yú Jǐngtáng (1896–1985)      | 16 tháng 12 năm 1963     | 1 tháng 6 năm 1966       | 898  | Quốc dân Đảng                         | Tưởng Giới Thạch                                  |
| 14   |                            |                                                   |                          |                          |      |                                       |                                                   |
| (13) |                            | Hoàng Thiểu Cốc 黃少谷 Huáng Shǎogǔ (1901–1996)   | 1 tháng 6 năm 1966       | 1 tháng 7 năm 1969       | 1126 | Quốc dân Đảng                         | Tưởng Giới Thạch                                  |
| (13) |                            |                                                   |                          |                          |      |                                       |                                                   |
| 15   |                            | Tưởng Kinh Quốc 蔣經國 Jiǎng Jīngguó (1910–1988)  | 1 tháng 7 năm 1969       | 1 tháng 6 năm 1972       | 1066 | Quốc dân Đảng                         | Tưởng Giới Thạch                                  |
| 15   |                            |                                                   |                          |                          |      |                                       |                                                   |
| 16   |                            | Từ Khánh Chung 徐慶鐘 Xú Qìngzhōng (1907–1996)    | 1 tháng 6 năm 1972       | 1 tháng 12 năm 1981      | 3470 | Quốc dân Đảng                         | Tưởng Giới Thạch, Nghiêm Gia Cam, Tưởng Kinh Quốc |
| 16   |                            |                                                   |                          |                          |      |                                       |                                                   |
| 17   |                            | Khâu Sang Hoán 邱創煥 Qīu Chuànghuàn (1925–2020)  | 1 tháng 12 năm 1981      | 1 tháng 6 năm 1984       | 913  | Quốc dân Đảng                         | Tưởng Kinh Quốc                                   |
| 17   |                            |                                                   |                          |                          |      |                                       |                                                   |
| 18   |                            | Lâm Dương Cảng 林洋港 Lín Yánggǎng (1927–2013)    | 1 tháng 6 năm 1984       | 1 tháng 5 năm 1987       | 1064 | Quốc dân Đảng                         | Tưởng Kinh Quốc                                   |
| 18   |                            |                                                   |                          |                          |      |                                       |                                                   |
| 19   |                            | Liên Chiến 連戰 Lián Zhàn (1936–)                 | 1 tháng 5 năm 1987       | 22 tháng 7 năm 1988      | 448  | Quốc dân Đảng                         | Tưởng Kinh Quốc, Lý Đăng Huy                      |
| 19   |                            |                                                   |                          |                          |      |                                       |                                                   |
| 20   |                            | Thi Khải Dương 施啟揚 Shī Qǐyáng (1935–)          | 22 tháng 7 năm 1988      | 27 tháng 2 năm 1993      | 1681 | Quốc dân Đảng                         | Lý Đăng Huy                                       |
| 20   |                            |                                                   |                          |                          |      |                                       |                                                   |
| 21   |                            | Từ Lập Đức 徐立德 Xú Lìdé (1931–)                 | 27 tháng 2 năm 1993      | 1 tháng 9 năm 1997       | 1647 | Quốc dân Đảng                         | Lý Đăng Huy                                       |
| 21   |                            |                                                   |                          |                          |      |                                       |                                                   |
| 22   |                            | Tưởng Hiếu Nghiêm 蔣孝嚴 Jiǎng Xiàoyán (1941–)    | 1 tháng 9 năm 1997       | 11 tháng 12 năm 1997     | 101  | Quốc dân Đảng                         | Lý Đăng Huy                                       |
| 22   |                            |                                                   |                          |                          |      |                                       |                                                   |
| 23   |                            | Lưu Triệu Huyền 劉兆玄 Liú Zhàoxuán (1943–)       | 11 tháng 12 năm 1997     | 20 tháng 5 năm 2000      | 891  | Quốc dân Đảng                         | Lý Đăng Huy                                       |
| 23   |                            |                                                   |                          |                          |      |                                       |                                                   |
| 24   |                            | Du Tích Khôn 游錫堃 Yóu Xíkūn (1948–)             | 20 tháng 5 năm 2000      | 27 tháng 7 năm 2000      | 68   | Đảng Dân chủ Tiến bộ                  | Trần Thủy Biển                                    |
| 24   |                            |                                                   |                          |                          |      |                                       |                                                   |
| 25   |                            | Trương Tuấn Hùng 張俊雄 Zhāng Jùnxióng (1938–)    | 27 tháng 7 năm 2000      | 6 tháng 10 năm 2000      | 71   | Đảng Dân chủ Tiến bộ                  | Trần Thủy Biển                                    |
| 25   |                            |                                                   |                          |                          |      |                                       |                                                   |
| 26   |                            | Lại Anh Chiếu 賴英照 Laì Yīnzhaò (1946–)          | 6 tháng 10 năm 2000      | 1 tháng 2 năm 2002       | 483  | Chính trị gia độc lập                 | Trần Thủy Biển                                    |
| 26   |                            |                                                   |                          |                          |      |                                       |                                                   |
| 27   |                            | Lâm Tín Nghĩa 林信義 Lín Xìnyì (1946–)            | 1 tháng 2 năm 2002       | 20 tháng 5 năm 2004      | 839  | Chính trị gia độc lập                 | Trần Thủy Biển                                    |
| 27   |                            |                                                   |                          |                          |      |                                       |                                                   |
| 28   |                            | Diệp Cúc Lan 葉菊蘭 Yè Júlán (1949–)              | 20 tháng 5 năm 2004      | 1 tháng 2 năm 2005       | 257  | Đảng Dân chủ Tiến bộ                  | Trần Thủy Biển                                    |
| 28   | Nữ Phó Thủ tướng đầu tiên. | Diệp Cúc Lan 葉菊蘭 Yè Júlán (1949–)              |                          |                          |      |                                       |                                                   |
| 29   |                            | Ngô Vinh Nghĩa 吳榮義 Wú Róngyì (1939–)           | 1 tháng 2 năm 2005       | 25 tháng 1 năm 2006      | 358  | Chính trị gia độc lập                 | Trần Thủy Biển                                    |
| 29   |                            |                                                   |                          |                          |      |                                       |                                                   |
| 30   |                            | Thái Anh Văn 蔡英文 Cài Yīngwén (1956–)           | 25 tháng 1 năm 2006      | 21 tháng 5 năm 2007      | 481  | Đảng Dân chủ Tiến bộ                  | Trần Thủy Biển                                    |
| 30   |                            |                                                   |                          |                          |      |                                       |                                                   |
| 31   |                            | Khâu Nghĩa Nhân 邱義仁 Qiū Yìrén (1950–)          | 21 tháng 5 năm 2007      | 6 tháng 5 năm 2008       | 351  | Đảng Dân chủ Tiến bộ                  | Trần Thủy Biển                                    |
| 31   |                            |                                                   |                          |                          |      |                                       |                                                   |
| —    |                            | Trương Tuấn Hùng 張俊雄 Zhāng Jùnxióng (1938–)    | 6 tháng 5 năm 2008       | 20 tháng 5 năm 2008      | 14   | Đảng Dân chủ Tiến bộ                  | Trần Thủy Biển                                    |
| —    | Tạm quyền.                 | Trương Tuấn Hùng 張俊雄 Zhāng Jùnxióng (1938–)    |                          |                          |      |                                       |                                                   |
| 32   |                            | Khâu Chính Hùng 邱正雄 Qiū Zhèngxióng (1942–)     | 20 tháng 5 năm 2008      | 10 tháng 9 năm 2009      | 478  | Quốc dân Đảng                         | Mã Anh Cửu                                        |
| 32   |                            |                                                   |                          |                          |      |                                       |                                                   |
| 33   |                            | Chu Lập Luân 朱立倫 Zhū Lìlún (1961–)             | 10 tháng 9 năm 2009      | 17 tháng 5 năm 2010      | 249  | Quốc dân Đảng                         | Mã Anh Cửu                                        |
| 33   |                            |                                                   |                          |                          |      |                                       |                                                   |
| 34   |                            | Trần Trùng 陳冲 Chén Chōng (1949–)                | 17 tháng 5 năm 2010      | 6 tháng 2 năm 2012       | 630  | Quốc dân Đảng                         | Mã Anh Cửu                                        |
| 34   |                            |                                                   |                          |                          |      |                                       |                                                   |
| 35   |                            | Giang Nghi Hoa 江宜樺 Jiāng Yihuà (1960–)         | 6 tháng 2 năm 2012       | 18 tháng 2 năm 2013      | 378  | Chính trị gia độc lập → Quốc dân Đảng | Mã Anh Cửu                                        |
| 35   |                            |                                                   |                          |                          |      |                                       |                                                   |
| 36   |                            | Mao Trị Quốc 毛治國 Máo Zhìguó (1948–)            | 18 tháng 2 năm 2013      | ngày 7 tháng 12 năm 2014 | 657  | Quốc dân Đảng                         | Mã Anh Cửu                                        |
| 36   |                            |                                                   |                          |                          |      |                                       |                                                   |
| 37   |                            | Trương Thiện Chính 張善政 Zhāng Shànzhèng (1954–) | ngày 8 tháng 12 năm 2014 | 1 tháng 2 năm 2016       | 420  | Chính trị gia độc lập                 | Mã Anh Cửu                                        |
| 37   |                            |                                                   |                          |                          |      |                                       |                                                   |
| 38   |                            | Đỗ Tử Quân 杜紫軍 Dù Zǐjūn (1959–)                | 1 tháng 2 năm 2016       | 19 tháng 5 năm 2016      | 108  | Chính trị gia độc lập                 | Mã Anh Cửu                                        |
| 38   |                            |                                                   |                          |                          |      |                                       |                                                   |
| 39   |                            | Lâm Tích Diệu 林錫耀 Lín Xíyào (1961–)            | 20 tháng 5 năm 2016      | 7 tháng 9 năm 2017       | 475  | Đảng Dân chủ Tiến bộ                  | Thái Anh Văn                                      |
| 39   |                            |                                                   |                          |                          |      |                                       |                                                   |
| 40   |                            | Thi Tuấn Cát 施俊吉 Shī Jùnjí (1955–)             | 8 tháng 9 năm 2017       | Đương nhiệm              | 2753 | Chính trị gia độc lập                 | Thái Anh Văn                                      |
| 40   |                            |                                                   |                          |                          |      |                                       |                                                   |